# Масапиль (муниципалитет)
Масапиль (исп. Mazapil) — населённый пункт и муниципалитет в Мексике, входит в штат Сакатекас. Население 15 589 человек.

## История
Город основан в 1568 году .